# Eduardo Aninat
Eduardo Aninat Ureta (Concepción, 25 de febrero de 1948) es un economista, académico, investigador, dirigente gremial, consultor y político chileno, exmilitante del Partido Demócrata Cristiano (PDC). Fue ministro de Hacienda durante el gobierno del presidente Eduardo Frei Ruiz-Tagle desde 1994 hasta 1999 y, subdirector gerente del Fondo Monetario Internacional (FMI) entre 2000 y 2003.

## Familia y estudios
Hijo de Eduardo Aninat de Viale-Rigo y María Cristina Ureta Morandé, una de sus hermanas es la filósofa, académica y galerista Isabel Aninat.
Realizó sus estudios primarios y secundarios en el Saint George's College de Santiago y, posteriormente cursó los superiores, ingeniería comercial en la Pontificia Universidad Católica (PUC). Ya en los Estados Unidos, cursó una maestría y también un doctorado en economía en la Universidad de Harvard a fines de los años 1970. Posteriormente se desempeñó en organizaciones internacionales, entre las que se cuenta el BM y el Banco Interamericano de Desarrollo (BID).
Está casado con María Teresa Sahli Cruz (hija de Fernando Sahli Nattherman y Magdalena Cruz Covarrubias), con la que ha tenido seis hijos.

## Vida pública
Comenzó a militar en el Partido Demócrata Cristiano (PDC) en 1987.

### Asesor y ministro de Frei Ruiz-Tagle
Al asumir la presidencia de la República Patricio Aylwin, en marzo de 1990, fue nombrado negociador oficial de la deuda externa chilena, cargo que ocupó hasta marzo del año siguiente.
En 1993 fue designado coordinador adjunto de Política Exterior del Comando Presidencial de Eduardo Frei Ruiz-Tagle. En esa calidad asesoró al entonces candidato en las reuniones que éste sostuvo con los presidentes, en la Cumbre de Río. Tras ello fue nombrado ministro de Hacienda cuando Frei Ruiz-Tagle accedió al poder, en 1994.
Su gestión partió con excelentes resultados, profundizando la línea liberal establecida por la dictadura militar del general Augusto Pinochet y continuada por Alejandro Foxley, titular de Hacienda de Patricio Aylwin. La inflación bajó desde el 8 % al inicio del mandato hasta un 6 % en 1997, mismo año en que se mantuvo pleno empleo con una tasa de 4-5 %.[cita requerida]

#### La «crisis asiática»
La bonanza bajo Aninat duraría hasta 1997, año en que comenzó a propagarse la llamada crisis asiática. En un principio se negó que afectase al país, y el propio presidente Frei Ruiz-Tagle declaró que ella "está fuera de Chile". Lo cierto es que los efectos empezaron a ser notorios con el correr de los meses: el PIB, de crecer al 7%, se expandió un magro 3% en 1998 y en 1999 sería negativo. La cesantía también aumentaría, disparándose hasta los dos dígitos.
Observadores de la época señalan que el manejo de la crisis y las decisiones que se tomaron estuvieron radicadas en un círculo pequeño y cerrado, formado esencialmente por Aninat, el presidente del Banco Central, Carlos Massad, y los consejeros de la entidad, Manuel Marfán, Pablo Piñera y Jorge Marshall.
Las discusiones no tenían lugar en los consejos formales del Banco Central, sino más bien en las reuniones de trabajo informales que se sucedían para ir analizando los acontecimientos. En ese contexto, la opinión de los técnicos pasó a un segundo plano y muchas decisiones llegaron hasta el seno del Consejo solo para ser ratificadas.

### Después de Hacienda
Después de su paso por el Estado fue nombrado subdirector gerente del Fondo Monetario Internacional (FMI) entre diciembre de 1999 y junio de 2003, llegando a ser director general adjunto y consultor internacional. Este cargo le obligó a renunciar a Hacienda faltándole solo tres meses para finalizar el periodo.
En su pasaje por el FMI tuvo activa participación en la crisis bancaria de Uruguay, en 2002, siendo suya la decisión de negar a ese país los fondos para hacer frente a la corrida que se estaba produciendo. Esta negativa, que hubiera llevado a Uruguay a la cesación de pagos y a un colapso total del sistema financiero, fue revisada por el Fondo gracias a la intervención del Gobierno estadounidense.
La administración del presidente Ricardo Lagos lo designó como embajador en México en enero de 2005, asumiendo su cargo en febrero de ese año.
En diciembre de 2006 fue elegido presidente de la asociación gremial Isapres de Chile, la cual agrupa a las empresas aseguradoras de salud del país. Según fuentes de la industria, Aninat llegó a la asociación tras una invitación que le hizo el presidente de isapre Colmena, René Merino, de la cual era director. En 2008 fue reelecto por otros dos años en el cargo. Presentó su renuncia en junio de 2010 para partir a Francia como gerente general de la Fundación de la Unión Internacional de Empresarios Cristianos. Regresó a Santiago en 2013.
En noviembre de 2017, renunció a su militancia en el Partido Demócrata Cristiano, tras el fracaso de Carolina Goic en la elección presidencial de aquel año, acusando deslealtades y faccionalismos en la colectividad.
Durante el segundo gobierno de Sebastián Piñera en 2018, formó parte del programa "Acuerdo Nacional de Desarrollo Integral".
Actualmente es profesor de política económica y de RSE de la Universidad del Desarrollo (UDD), consejero del "Centro Estabilidad Financiera de Nueva York" y asesor estratégico de «Portfolio Capital». Además, se desempeña como miembro del directorio del Banco Scotiabank, Chile.

## Carrera académica
Ha sido profesor en la Universidad Católica de Chile y en la Universidad de Boston, entre otras. Entre sus alumnas estuvo Yukiko Omura, vicepresidenta ejecutiva del Organismo Multilateral de Garantía de Inversiones del Banco Mundial.[cita requerida]
Entre 2001 y 2005 formó parte del cuerpo de expertos economistas de las Naciones Unidas para el fomento del sector privado en el marco del Programa de las Naciones Unidas para el Desarrollo (PNUD).